# Цой (фильм)
«Цой» (рабочее название «47») — художественный фильм режиссёра Алексея Учителя совместного производства России, Литвы и Латвии с Евгением Цыгановым, Марьяной Спивак и Паулиной Андреевой в главных ролях. Рассказывает о том, как участник ДТП, в котором погиб Виктор Цой, везёт гроб с телом певца из Юрмалы в Ленинград. Сам Цой появляется только в начале фильма, где сразу погибает в автокатастрофе.

## Сюжет
15 августа 1990 года, находясь на отдыхе в Латвии, погибает в автомобильной катастрофе популярный рок-музыкант Виктор Цой. Чтобы проводить гроб с телом певца в Ленинград, в Латвию приезжают продюсер Юрий Райзен, жена Цоя Марина, с которой он фактически уже не жил, вместе с сыном Женей и своим нынешним бойфрендом Рикой, Полина (женщина, с которой в последнее время жил Цой), фотограф Виктория. Имена и фамилии персонажей фильма не соответствуют их реальным прототипам. Доставить гроб с телом музыканта из Юрмалы в Ленинград поручают водителю автобуса, с которым столкнулся Цой.

## В ролях
| Актёр              | Роль                                                                  |
| Евгений Цыганов    | Павел Шелест, водитель автобуса (прототип Янис Фибикс)                |
| Надежда Калеганова | Виктория, фотограф группы                                             |
| Марьяна Спивак     | Марина, бывшая жена певца (прототип Марианна Цой)                     |
| Мария Пересильд    | Женя, сын певца (прототип сын Цоя Александр Цой)                      |
| Илья Дель          | Рика, парень Марины (прототип Александр Аксёнов «Рикошет»)            |
| Паулина Андреева   | Полина, последняя любовь певца (прототип Наталия Разлогова)           |
| Игорь Верник       | Юрий Райзен, продюсер певца (прототип Юрий Айзеншпис)                 |
| Инга Тропа         | следователь Илзе Ясс (прототип Эрика Ашмане)                          |
| Артурс Скрастыньш  | Майор Цирулис (прототип Гуннар Цирулис, начальник СО Тукумского РОВД) |
| Виталий Коваленко  | Подполковник Свиридов                                                 |

## Создание и релиз
Учитель не в первый раз обращается к фигуре Цоя. В его фильмографии — документальные картины «Рок» (одна из новелл посвящена музыканту) и «Последний герой», где Учитель впервые исследует причины трагической гибели Цоя. Режиссер называет фильм «Цой» продолжением этой линии, предположением о том, что могло произойти в августе 1990 года. По словам Учителя, после аварии он сам видел злополучный автобус, общался со следователем и с водителем «Икаруса» Янисом Фибиксом.
Первые упоминания о проекте под рабочим названием «47» относятся к 2017 году. Учитель откладывал начало работы из-за проблем с предыдущим фильмом, «Матильда», так что съёмки начались только 8 июля 2019 года. Проходили они в Санкт-Петербурге, Калининградской и Псковской областях, в Латвии.
Сын Виктора Цоя Александр попросил изменить имена персонажей. Игорь Вдовин, работающий с музыкантами группы «Кино» (проект «Симфоническое КИНО»), по словам режиссёра, отказался писать музыку для фильма.
Рашид Нугманов рассказал о рабочих контактах с коллегой:
Я встретился с Учителем, чтобы объяснить ему необходимость получения разрешений… К сожалению, Алексей не прислушался к советам. На его просьбы включить в фильм фрагменты из фильма «Игла» я ответил отказом.
Премьера была назначена на 3 сентября 2020 года, однако 27 августа было принято отложить выход фильма в прокат на неопределённый срок. 23 сентября было объявлено о включении картины в конкурсную программу 36-го Варшавского кинофестиваля, где 12 октября состоялась международная премьера фильма. Российская премьера состоялась в Москве 9 ноября 2020 года. В широкий прокат фильм вышел 12 ноября.
«Цой» вошёл в конкурсную программу 36 Варшавского кинофестиваля, где 12 октября 2020 года состоялась его международная премьера. Фонд кино объявил о финансовой поддержке фильма в прокате в числе 10 картин, запланированных к показу в 3 и 4 кварталах 2020 года. Российский показ картины состоялся 9 ноября 2020 года в Москве. В широкий прокат фильм вышел 12 ноября 2020 года.
После выхода картины Александр Цой подал заявление в суд «на кинопрокатчиков за незаконное использование в художественном фильме „Цой“ изображения его отца». Однако иск был оставлен без рассмотрения.

## Реакция
Александр Цой, с которым у режиссёра произошли, по его словам, «острые разговоры», дал ленте оценку ещё до премьеры: «Хорошего мне сказать нечего, а плохое только подогреет интерес к этому фильму». Сын и отец Виктора Цоя, назвав фильм «пошлым зрелищем», обратились к Владимиру Путину с просьбой «организовать проверку» и «принять надлежащие меры». Инициатором письма был Александр Цой. В обращении подчеркнуто, что «создателям фильма „Цой“ не давали согласие на использование имени и изображения музыканта ни наследники, ни музыканты группы „Кино“, ни иные правообладатели и заинтересованные лица». Тем не менее фильм получил прокатное удостоверение.
Рашид Нугманов заявил: «Алексей переименовал название фильма из „47“ в „Цой“, что представляет собой уже прямое нарушение права на образ… Это открытое лукавство, которое невозможно оправдать никаким словоблудием». Сам режиссер отвергает все обвинения в искажении образа Цоя.
После выхода фильма 12 октября 2020 года профессиональные критики отреагировали неоднозначно («Цой мёртв» называлась одна из газетных рецензий). Киновед Ольга Галицкая написала: «Умозрительная, лишенная жизнеспособности идея, которую Учитель упорно вынашивал аж десять лет, родила анемичное, тоскливое кино». Рок-журналист и музыкальный критик Артемий Троицкий назвал фильм «предательством памяти о жизни и смерти Цоя», журналист и театровед Марина Тимашева — «очередной спекуляцией на имени». Главный редактор журнала «Медведь» Борис Минаев написал: «Цой жив, а фильм — нет. В отличие от „Лета“, где все живые до слёз, хотя сюжет вспомнить практически невозможно».
Писатель Платон Беседин высказал мнение, что «Учитель из приличного режиссёра превратился в купца-ремесленника… Это очень выгодно, на самом деле, брать имя… и снимать не пойми что, заявляя: мол, вы чего? Это же художественное произведение, все совпадения случайны. Хорошо, пусть так, но чего ж ты, зараза, название такое даёшь, а?».
Звукорежиссёр Алексей Вишня: «Фильм ни о чём… Картина не про Цоя, она про рок. Только не про музыкальный, а про злой… Стоило ли его снимать, стоило ли называть его „Цой“ — ответ очевиден, на мой взгляд».
По мнению журналиста Вадима Богданова, InterMedia, фильм «состоит из набора нелепых случайностей, фанерных персонажей, нарушений причинно-следственных связей и диалогов, написанных человеком, который будто бы ни разу ни слышал человеческой речи… Алексей Учитель всего-навсего снял очень плохое кино». Джоанна Стингрей назвала «Цоя» «каким-то абсурдом, сплошной фантазией о реальном человеке».
- «Аргументы и факты»[33]:

Проблема в том, что фабула фильма выдумана практически полностью.
- «Комсомольская правда»[30]:

Если честно, за такое сценаристам надо руки оторвать... Не нужно ни с кем судиться, не нужно никого клеймить и запрещать. Это кино все забудут недели через две.
- «Известия»[34]:

Чтобы оценить в полной мере новую картину Учителя, нужно не только и не столько иметь представление о наследии Цоя (можно и вообще ничего о нем не знать, так даже лучше), сколько ориентироваться в библейских сюжетах.